# جهش بزرگ (فیلم ۱۹۶۹)
جهش بزرگ یا گزاف‌گویی بزرگ (به انگلیسی: The Big Bounce) فیلمی محصول سال ۱۹۶۹ و به کارگردانی الکس مارچ است. در این فیلم بازیگرانی همچون رایان اونیل، لی تیلور-یانگ، وان هفلین، لی گرانت، جیمز دالی، رابرت وبر، فیلیس دیویس، نوآم پیتلیک و چارلز کوپر ایفای نقش کرده‌اند.